# Misión al pueblo desierto
Misión al pueblo desierto es una obra de teatro escrita por Antonio Buero Vallejo y estrenada en Teatro Español, de Madrid  el 8 de octubre de 1999. Se trata de la última obra escrita por este autor, que la concluyó en 1997.

## Sinopsis
En plena guerra civil española, se plantean la legitimidad de un conflicto bélico y las diferentes visiones entre personajes sobre la revolución y sus orígenes. Todo ello a través de una trama centrada en el afán del pintor Plácido por evitar que el Bando republicano
 destruya o incaute una obra de El Greco a través de la Junta de Incautación y Protección del Patrimonio Artístico. En las filas republicanas, Plácido - sereno e idealista - colisionará con Damián, un miliciano violento.

## Estreno
- Dirección: Gustavo Pérez Puig y Mara Recatero.
- Escenografía: Carlos Abad.
- Intérpretes: Manuel Galiana, Juan Carlos Naya, Paula Sebastián, Arturo López, Ana María Vidal, Manuel Gallardo, Joaquín Molina, Pepe Sanz.